# Post Captain (livro)
Post-Captain é um livro de Patrick O'Brian, o segundo da série Aubrey-Maturin.
O livro começa em 1802 com a conclusão da Revolução Francesa e a Peace of Amiens. O Comandante Jack Aubrey da Marinha Real Britânica retorna a Inglaterra com seu amigo Stephen Maturin para tentar uma vida no campo. Jack planeja casar-se com Sophia Williams.